# 第二次怪獣ブーム
第二次怪獣ブーム  （）とは、1971年（昭和46年）から1974年（昭和49年）にかけてテレビ番組を中心として起こった社会現象。別称変身ブーム。

## 概要
発端年である1971年（昭和46年）は、第二次ベビーブームに伴う児童増加に伴い、「変身ヒーロー」が登場する番組がテレビ子供番組を網羅していた時代。1966年（昭和41年）発端の「怪獣ブーム」はすでに過ぎ、映画界は斜陽を迎えてテレビ番組が子供たちの娯楽の主役となったうえ、子供番組は特撮よりも「スポ根もの」やアニメが大半を占めていた。しかし、「第一次怪獣ブーム」期の作品の再放送や関連商品の発売は絶えず続けられていた。
1970年（昭和45年）、TBSが9月28日から『ウルトラファイト』（円谷プロ）を放映開始すると、玩具会社「ブルマァク」の怪獣ソフビ人形の売れ行きが急増する。ブルマァク社は「怪獣ブーム」の再燃を確信し、玩具店の店頭でキャンペーンを行い、円谷プロやTBSに新番組制作を積極的に働きかけた。
1971年（昭和46年）1月2日、ピー・プロダクションがフジテレビで「怪獣ブーム」再燃の発端と称される『宇宙猿人ゴリ』を放映開始。およそ3年ぶりに「巨大ヒーロー番組」が放送された。続いて4月より、かつて「怪獣ブーム」を支えた円谷プロダクションによる『帰ってきたウルトラマン』がTBSで放映開始。同月には『宇宙猿人ゴリ』が平均視聴率20%以上を記録していた裏番組『巨人の星』の視聴率を上回った。
1971年後半からは、特撮ヒーロー番組も一気に増えることとなり、同じ変身ものの『シルバー仮面』（TBS）と『ミラーマン』（フジテレビ）が同時間帯でぶつかり合うという現象まで起きた。テレビ主体の「変身ブーム」がピークを迎えた翌1972年（昭和47年）には、在京在阪のテレビ局が番組制作を競い合う状況となり、番組編成にも影響を与え、関東地方において『変身忍者 嵐』（毎日放送）と『ウルトラマンA』（TBS）がぶつかり合う同様の現象を招いたほか、『突撃! ヒューマン!!』（日本テレビ）のように制作局側が『仮面ライダー』に対抗してわざと番組放映を同時間にぶつけるなど、実写・アニメ・舞台劇を問わない熾烈な競争が繰り広げられることとなった。また、「特撮時代劇」の『変身忍者 嵐』と『快傑ライオン丸』、「合体変身」の『ウルトラマンA』と『超人バロム・1』など、設定面の競合もみられるようになった。
この社会現象としての「怪獣ブーム」、「変身ブーム」が「第二次怪獣ブーム」との呼称で文献に現れるのは1979年（昭和54年）発行の『空想特撮映像の素晴らしき世界・ウルトラマンPART2』（朝日ソノラマ刊）、『大特撮』（有文社刊）などからである。

## 「仮面ライダー」と「変身ブーム」
「第一次怪獣ブーム」との違いは、『帰ってきたウルトラマン』と同じ4月に毎日放送（当時はテレビ朝日系列）で放映開始された東映制作の『仮面ライダー』によって明確にされた、「変身」という概念である。
当時のマスコミはこの社会現象を「怪獣ブーム」とする一方、この『仮面ライダー』起源の「変身ブーム」「ヘンシンブーム」と呼び習わしていた。前回のブーム時とは異なり、今回のブームでの子供たちの嗜好は、遊びに直結しやすい「等身大変身アクション」に傾いていた。前回のブームの主役であった円谷プロが制作した『帰ってきたウルトラマン』は、常時30%に迫る視聴率を上げていた『仮面ライダー』に、ついに視聴率で勝つことができなかったのである。
1972年（昭和47年）に「変身ブーム」は最高潮に達し、児童が『仮面ライダー』の劇中のアクションを真似て負傷する事故が多発したうえ、2月には死亡事故も発生するなど社会問題化した。同様の問題は、昭和30年代の「忍者ブーム」の際に「忍者ごっこ」で子供たちが負傷する、という前例があるが、制作局の毎日放送はこれを重要視し、ついには番組中で主人公「本郷猛」による呼びかけが行われる事態となった。この呼びかけは次作『仮面ライダーV3』（毎日放送）にも引き継がれている。
この空前の「変身ブーム」を語る際に欠くことのできない事項として、東映生田スタジオの存在がある。『仮面ライダー』を制作するために東映の資本下に新設されたこのスタジオは、以後も『仮面ライダーシリーズ』を中軸に、『超人バロム1』（よみうりテレビ）、『変身忍者嵐』（毎日放送）、『イナズマン』（NET）といった等身大変身アクション番組を次々と送りだし、まさに「変身ブーム」の屋台骨となった。

### 「変身ポーズ」の登場
『仮面ライダー』は、巨大ヒーローものと一線を画す「等身大のヒーロー」であり、当初はスタッフも路線に迷い、巨大ヒーロー化案が検討された経緯があるが、7月からの「2号ライダー」登場に伴い、定番パターンとして歌舞伎の「見得」を採り入れた「変身ポーズ」を劇中に盛り込んだ。
主人公の「一文字隼人」がヒーローである「仮面ライダー」に変身する際に「変身！」と掛け声をあげ、揃えた両手を大きく振りかぶって「決め」をとるこの「変身ポーズ」は、その真似のしやすさもあって子供たちの間で爆発的なブームを呼び、「変身ポーズ」と「変身」は一大社会現象となり、テレビ番組から日本列島を席巻していった。子供たちは、こぞってこの「変身ポーズ」を遊びに採り入れ、まさに子供の遊びの作法を一変させた。
また、「変身ポーズ」は他番組にも多大な影響を与えた。「変身ブーム」の真っただ中に円谷プロが制作した『ウルトラマンA』（TBS）は、「男女合体変身」という新機軸を盛り込んだ意欲的な作品だったが、「子供たちが変身ごっこをする際に真似しにくい」との理由が大きな要因となって、結局は劇中から設定自体が排除され、より真似しやすい単独変身に変更されてしまった。

### 「怪人」と「戦闘員」の登場
『仮面ライダー』のエポックとしてもうひとつ、「怪獣」にとって代わる存在としての怪人というキャラクターが挙げられる。エキスプロのデザイナー三上陸男は、「それまでの怪獣は人間の体形から離れようとしたが、仮面ライダーの怪人は逆に人間の体形に近づけていった」とコメントしており、「怪人」はあくまで「怪獣」と差別化する方向で造形されていた。『仮面ライダー』の巨大化案が検討された際にも、石森章太郎の怪人デザインはあくまで人間体形だった。こうして石森のデザインをエキスプロの高橋章がまとめる形で生み出されていった、この「ベルトを着け、ブーツをはいた戦闘用改造人間=怪人」のイメージは、子供たちに怪獣と並ぶキャラクターとして絶大な人気を得ることとなり、「変身ヒーロー番組」に「怪人番組」の別称をも与え、現在もなお引き継がれる意匠となっている。1971年（昭和46年）にケイブンシャが発行した写真図鑑の題名は、『原色怪獣怪人大百科』と「怪人」が「怪獣」と並んだ存在として銘打たれている。
さらにもうひとつ、『仮面ライダー』で確立した大きな要素として、怪人に付加して戦闘員というレギュラーキャラクターの登場が挙げられる。それ以前の作品においても『マグマ大使』の人間モドキや、『仮面の忍者 赤影』の下忍など「戦闘員」に該当するキャラクターは存在していたが、「ショッカー戦闘員」に始まる「全身タイツに身を包み、奇声を発しながらヒーローを群がり襲う戦闘員集団」というイメージは、以後に続く特撮ヒーロー番組の劇中アクションやアトラクションに欠かせない重要なキャラクターとなり、現在では漫才やコントにまで取り入れられるポピュラーな存在となっている。

### 他番組への影響
この『仮面ライダー』は、大野剣友会によるスポ根ドラマ『柔道一直線』（TBS）からの流れを汲んだ身体を張ったアクションと、JACによる派手なトランポリンアクションが呼び物で、このアクションスタイルは同時期の巨大ヒーローものにも波及した。怪獣ブーム本家の円谷プロの「ウルトラシリーズ」や、「スポ根ドラマ」にもトランポリンアクションを積極的に導入させる影響を与えた。
また、ピープロ制作の『宇宙猿人ゴリ』の変身ヒーロー、「スペクトルマン」も、シリーズ後半は等身大のアクションが増加した。一方、宣弘社制作の『シルバー仮面』は、等身大ヒーローの設定を捨て、中途から巨大ヒーローものに転換した。「巨大ヒーロー」と「等身大ヒーロー」がしのぎを削ったのも特徴である。
宮城県においては多くのこれらの変身ヒーロー番組にエンドーチェーンがスポンサーにつき、ついにオリジナルのヒーロー番組『レインボー・アタックエース』（東北放送）を送り出すに至った。

## スポ根ブームの影響
この時期の「怪獣ブーム」作品には、前回ブームの後に定着した「スポ根ブーム」が色濃く影響しているのが特徴である。「変身」前の素顔の主人公たちは、内面に悩みを抱えているほか、次々と登場する強敵に対して超人的な特訓を重ねることによってその技を破り、これに打ち勝とうとするのである。
『仮面ライダー』の企画初案は、東映動画のアニメ番組『タイガーマスク』（よみうりテレビ）が明確に意識され、特訓を重ねる同作品の主人公像が明記されており、『仮面ライダー』劇中でも、何度も主人公は「挫折と特訓」を繰り返す。この「挫折と特訓」は、『帰ってきたウルトラマン』以後、作劇的に無縁だったはずの「ウルトラシリーズ」にまで及ぶこととなっている。
また、『仮面ライダー』劇中では、主人公ヒーロー「仮面ライダー」が複数回変身するが、番組プロデューサーだった平山亨は、こういった作劇は従来の「ヒーロー物」ではなく、「スポ根物」の見せ方であると述べている。

## ジャンルの多様化
このブームも前回の「第一次怪獣ブーム」に続き、あらゆるメディアに様々な影響を与えた。実写のヒーロー番組も、「巨大ヒーロー」「等身大ヒーロー」に加え、「時代劇ヒーロー」「ロボットヒーロー」「中継録画」「人形アニメ」などと作品内容に様々なバリエーションを生むこととなった。一方、大半の基本設定が勧善懲悪の作品がであることから「ネタ切れ」を懸念する声も挙がった。
「怪獣ブーム」としても、前回ブーム時に怪獣を主人公にしたアニメーション『おらぁグズラだど』（1967年、フジテレビ）を送り込んだタツノコプロにより、『かいけつタマゴン』（1973年、フジテレビ）が製作された。
また、特撮番組以外のメディアでも、円谷プロが生んだ怪獣がレギュラーで出演するバラエティ番組『ハッチャキ!!マチャアキ』（1971年、日本テレビ）や、オリジナルの怪獣「ガリガリ」、「ベロベロ」が登場する『マチャアキ・前武・始まるョ!』（1971年、日本テレビ）、「怪獣神テラインコグニータ」が登場する『ちびっこスペシャル』（1972年、東京12チャンネル）、そして後年にわたって人気を誇る「ガチャピン」や「ムック」が登場する『ひらけ!ポンキッキ』（1973年、フジテレビ）など、バラエティ番組においても怪獣キャラクターが進撃してきたのである。
1972年（昭和47年）にはNETが、当時「お化け番組」と呼ばれた『8時だョ!全員集合』に対抗し、「変身大会」と銘打って実写番組の『人造人間キカイダー』とアニメ番組の『デビルマン』、『キューティーハニー』などとの変身もの二本立て企画をぶつけ、当時子供番組枠としては異例の夜20時から1時間枠の放送が実現し、加熱ブームを示すこととなった。
テレビ放送局側も看板となりうる子供番組のセールスに積極的に動き、「第一次ブーム」に続いてフジテレビが『宇宙猿人ゴリ』や『快傑ライオン丸』、毎日放送が『仮面ライダー』などにおいて放送局ぐるみでの「敵怪人・怪獣のデザイン公募」を行い、大いに反響を呼んだ。
同年末、東映動画が制作した『マジンガーZ』（フジテレビ）が放映開始されると、大半の児童の興味の対象は「巨大ロボットアニメ」に移行していった。これは、前番組である『ミラーマン』が放送を重ねるたびに視聴率が低下したため、放送局が「変身モノは飽きられた」と判断したことも理由のひとつである。この影響を受けて特撮巨大ヒーロー番組も、宣弘社が『スーパーロボット レッドバロン』（日本テレビ）、円谷プロが『ジャンボーグA』（毎日放送）を制作するなど、ロボットヒーローが増加したのも特徴のひとつである。「第二次怪獣ブーム」と「変身ブーム」を別個に捉えている書籍『全怪獣怪人 上巻』では、特撮巨大ヒーローの路線がロボットアニメに継承されたとしている。

## 映画界の動き
この「変身ブーム」は、「怪獣ブーム」の本家のはずの東宝の「ゴジラシリーズ」にも影響を与え、『ゴジラ対メガロ』では等身大から巨大化するロボットヒーロー「ジェットジャガー」が登場した。東宝はこのブーム期も「東宝チャンピオンまつり」として、「ゴジラシリーズ」の新作に加えて過去作品の再上映を継続し、ブームの一翼を担っている。一方、製作本数の深刻な減少から、東宝はテレビ界に活路を求めて進出し、『愛の戦士レインボーマン』（NET）や『ダイヤモンド・アイ』（NET）など「等身大変身ヒーロー番組」を制作したほか、『流星人間ゾーン』（日本テレビ）で「巨大変身ヒーロー番組」にも取り組み、劇中にゴジラなど東宝の映画怪獣を登場させている。また、予算や制作時間の都合などから、東宝や円谷プロ以外の作品でも東宝特撮映画から特撮シーンの映像を流用している。
東映は自社の「東映まんがまつり」に『仮面ライダー』や『人造人間キカイダー』などの得意の等身大変身ヒーローの中編映画を、東映動画のテレビアニメやオリジナル企画アニメと組み合わせた番組として盛り込み、大いにブームを過熱させた。
前回ブーム時に見られた松竹や日活など各映画会社の参入は、大映の倒産などもあり、邦画の斜陽と併せて今回は見られず、円谷プロが「創立十周年記念映画」として『怪獣大奮戦 ダイゴロウ対ゴリアス』を制作して東宝系で公開したのみに終わった。

## 商品展開
予算のかかる特撮番組には、キャラクター商品化をあてにしたスポンサー契約が欠かせないものとなった。前ブームにも増してキャラクター商品が店頭に立ち並び、食器・日用品から学用品まで、再び怪獣・ヒーローのイラストなどをあしらった商品が子供のいる家庭に溢れ返ることとなった。特に、1971年8月のニクソン・ショックの影響により、それまで輸出主体であった衣類や雑貨などの業界が国内市場へ移行し、キャラクター商品への参入が相次いだこともブームを後押ししたものとされる。『愛の戦士レインボーマン』の衛藤公彦プロデューサーは、後年に発売したDVDで「とにかくレインボーマンのキャラクター商品が飛ぶように売れて莫大な収入になった。特に茶碗などの食器や日用品がよく売れた」と述懐しているが、放送当時のヒーロー番組はどこも似たような状況であった。
前回の「怪獣ブーム」におけるソフビ人形の大成功を受け、『帰ってきたウルトラマン』製作を機に円谷プロでは円谷皐によって社内に営業部が新設され、同作以降の商品化権の管理を本格化した。同作の放映開始を前に、ブーム再燃を当て込んでの各種企業からの商品化権許諾申請数は90社を超え、「玩具から清涼飲料までの契約金だけで1億5千万円、小売価格で100億円（金額は当時）」と報じられる規模となっている。
ブーム再燃の背景には、スポ根作品が『タイガーマスク』を除き、キャラクターを主体としたマーチャンダイジングには不向きであったことも要因とされる。
その反面、スポンサーの要求は次第に大きくなったうえ、その意向で番組が左右される例も増えた。『イナズマンF』では、スポンサーであったポピーと松下電器への配慮として、前者の場合は「イナズマンF アクションタイム」と題したヒーローマシン「ライジンゴー」の活躍場面を、番組内容と関係なくエンディング前に挿入した。後者の場合は、ナショナル自転車に乗った少年同盟員たちの映像をエンディング内で放送するという処置がとられていた。また、オイルショックに伴う物価の高騰はスポンサーの委縮撤退を招き、特撮番組の以後に深刻な影響を与えた。一例として『スーパーロボット レッドバロン』は、放送中にスポンサーが倒産し、番組打ち切りに至っている。
カラーテレビの普及に伴い、派手な色彩を強調したヒーロー・メカも増加した。本ブーム以降、商品化を意識したキャラクター作りはヒーロー番組全体に及んでいった。

### 出版媒体
「第一次ブーム」を支えた『週刊少年マガジン』などの週刊少年漫画誌が対象年齢引き上げに伴い特集記事扱いからほぼ撤退し、石森章太郎の「原作漫画」掲載などにとどまった。代わりに今回のブームでは、前回の週刊誌中心の記事掲載から、『冒険王』、小学館の学年別学習雑誌など月刊誌が中心となったタイアップ参加が行われた。
また、空前のブームを受けてテレビのヒーロー番組に的を絞った『テレビマガジン』『テレビランド』などの月刊雑誌が続々創刊された。数号で終わるものや「別冊」・「特別号」も併せての雑誌数は数社にわたり、膨大な数となった。これらの雑誌はテレビヒーローが毎回の表紙を飾り、前回ブーム時にも腕を振るった、梶田達二、南村喬之、前村教綱らによる精緻な怪獣・ロボットのイラストがグラビアを彩った。
番組掲載権では、『仮面ライダー』など等身大ヒーロー番組は講談社、『ウルトラマン』など巨大ヒーロー番組においては小学館が主となった。「チャンピオンまつり」での新作ゴジラ映画の掲載権は『月刊少年チャンピオン』が持ち、新作ごとに漫画化された。
掲載内容はヒーローや怪人の先取り情報に重点が置かれるようになり、さらに『仮面ライダー』での「ショッカー首領の素顔の想像図の公募」、『仮面ライダーV3』での「○○一族の月替わりの登場」といった、月刊誌に合わせての番組と紙面掲載をリンクさせた企画が起こされ、「雑誌とテレビ番組が互いに本編設定を補完し合う」という形での、実写とアニメを組み合わせた様々な特集企画は、「巨大ロボットアニメブーム」と並行させてブームを盛り上げた。小学館の独自企画としては、誌上懸賞によって読者プレゼントされた「特製怪獣ピンバッジ」が挙げられる。この「小学館の学習雑誌」の紙製「付録」も、ウルトラ怪獣を題材としたものが占めるようになった。
また、「とびだすえほん」を主戦力とした「万創」は、このブーム時に実写・アニメ番組の巨大スポンサーに成長した。第一次怪獣ブームでの怪獣キャラクターを含め、この第二次ブームでの怪獣キャラクターを網羅した「図鑑」の類も各社からこぞって発行された。

### 音楽・映像媒体
朝日ソノラマなどの「ソノシート」に加え、『仮面ライダーヒット曲集』に始まる「挿入歌集」のレコード化がヒットを呼び、番組混載型のLP盤と併せ、各番組がこぞってリリースに及んだ。
『仮面ライダー』の正副主題歌のシングルレコードは90万枚を突破して生産が追い付かないほどのミリオンセラーとなり、経営不振にあえいでいた日本コロムビアを一気に盛り返させた。テレビドラマの主題歌が90万枚を突破したのは業界初のことだった。
大沢商会・東宝は1971年より、過去の怪獣映画作品のハイライトシーンを数分の8mmフィルムに再編集し、ソノシート絵本と抱き合わせにした商品を販売した。

### 玩具業界
「変身ブーム」本家の『仮面ライダー』の本格的な商品展開は、1971年（昭和46年）の夏以降であった。下項にある毎日放送主催の7月の実演ショーでは、仮面ライダー商品を景品に配る予定が「生産準備中」とのことで配布できなかったというエピソードが残っている。しかし、2号ライダーが「変身ポーズ」を披露して以後、仮面ライダーの玩具商品は爆発的なヒットとなって市場を席巻し、多大な影響をもたらしていった。
当時、実写テレビ作品での玩具販売によるマーチャンダイジングでの成功例は、前回ブームの際の『ウルトラマン』（円谷特技プロ）の怪獣人形などに限られていた。スポンサーと商品化を繋ぐ発想は当時なく、これを『仮面ライダー』において、スポンサーに玩具会社バンダイを招いたのは渡邊亮徳のアイディアだった。
こうした形でバンダイが発売した『仮面ライダー』のソフビ人形は、『タイガーマスク』の同種人形に倣い、マスクが脱着可能となっていて、ここでも「変身」が強調されていた。この「着脱式のマスク」という意匠は、巨大ヒーローの『ミラーマン』（ブルマァクから発売）など別種のはずのソフビ人形にも影響を与えている。また、バンダイの子会社ポピーが発売した、仮面ライダーの敵「ショッカー怪人」のミニサイズソフビ人形も、生産が追い付かないほどの大ヒットとなった。バンダイは、マスクをはじめベルトや手袋を含む変身ヒーローの子供用着せ替え衣装一式を、「変身セット」と称して販売した。
前回ブームで人気を集めた「ウルトラ怪獣」のソフビ人形は、マルサンから引き継いだ「ブルマァク」社により、前年の1970年（昭和45年）から「マルサン」製「ウルトラ怪獣」のソフビ人形が復刻され、再びブームとなった。ブルマァクは怪獣ブームの支援策として積極的な営業を行い、この働きかけは『帰ってきたウルトラマン』制作の原動力ともなった。同社の怪獣のソフビ人形は各社の子供雑誌の多くで懸賞用賞品にも使われ、ブームを煽った。一方、怪獣のソフビ人形市場においては、前回「怪獣ブーム」と大きく変わり、1972年以降はヒーローの人形がほとんどを占め、怪獣キャラクターの人形のリリースがほとんど無くなった。
タカラにより、男の子向け着せ替え人形ともいえる「変身サイボーグ1号」が登場。リアル志向のフィギュアの草分けともされている。このタカラからは、怪獣のイラストなどをプリントしたビニール風船型のサンドバッグ玩具「パンチ・キック」もヒットシリーズとなった。
また、今井科学やバンダイ、今回ブームで新参入した万創によるプラモデル、またポピーによるリアル指向のヒーローマシンの玩具「ミニミニシリーズ（後の「ポピニカ」）」、「超合金」などが玩具市場を賑わせた。『仮面ライダー』の「単車に乗る等身大ヒーロー」の玩具意匠は、『帰ってきたウルトラマン』など巨大ヒーローにまで波及し、「乗物に乗った巨大ヒーロー」といった珍妙な玩具形態をも生んでいる。
ブリヂストンサイクルは『仮面ライダー』が乗るオートバイを模した「ドレミシリーズ」を発売して大ヒットとなり、以後の自転車業界では番組キャラクター意匠を付加した児童向け商品が一大市場となった。
1973年から1974年にはウルトラマン、仮面ライダー、バロム1、人造人間キカイダーなどが等身大の人形形態で「カプセル玩具の販売機」（百円硬貨を投入すると音声が発せられ、膝にある銀色の蓋付取出口へカプセルが落下する）として登場。全国のデパート（主に階段踊り場）などへ配置された。また、遊園地やデパートに、変身ヒーローの乗り物型遊具も設置された。
ブーム最大のヒット商品として、ポピーが1972年（昭和47年）に発売した、『仮面ライダー』の「変身ベルト」がある。劇中の変身ベルトを模した玩具としては、タカトクトイスが先行発売していたが、ポピーが劇中の描写に合わせて発光回転ギミックを内蔵し、「光る、回る変身ベルト」として発売した結果、当時の価格で1,500円という高額にもかかわらず、子供たちの「仮面ライダーごっこ」に欠かせないアイテムとして大ヒットし、最盛時には1日の生産個数が1万個を超えた。以降、同シリーズのライダー毎に発売された。一方、ベルトを持っていない子供は悪の秘密結社の戦闘員か怪人役を演じることを余儀なくされた。
結果的にこの「変身ブーム」において、低予算で制作された『仮面ライダー』は東映初の商品化ビジネス番組として、3億円（当時）という莫大な版権収入を制作会社にもたらした。一方、上記したようにこれら玩具メーカーのスポンサー参加により、ブームの過熱と並行して番組キャラクターにその意向が反映される傾向が強くなっていく。

### 菓子業界
カルビーが1971年（昭和46年）に販売開始した、仮面ライダーや怪人たちの懸賞付きブロマイドカードを「おまけ」として同封した袋入りのスナック「仮面ライダースナック」が大ヒット。カード欲しさに子供たちが本体のはずの菓子を食べずに捨てたり、親の財布からお金を抜いたりといった教育問題まで引き起こした。翌年になってカードブームはさらに過熱し、他社のヒーロー番組からも風船ガムや同様の袋入りカード菓子が競って発売された。

## アトラクション興行
前回の怪獣ブームでは、怪獣のぬいぐるみ（着ぐるみ）の展示や、子供たちの触れ合い程度の規模だった「アトラクションショー」が、この第二次ブームでは激しい立ち回りを伴った、ヒーローと怪人・怪獣とのアクションショーに変貌した。
公開型の興行として先駆けとなったのは、変身ブームの金字塔『仮面ライダー』の「実演ショー」であり、1971年（昭和46年）の7月に毎日放送の招きで行われた大阪のミリカプールでの興行が初で、この際にはあまりの人出に警察が出動する騒ぎとなったという。以後、豊島園を皮切りに東京でも「仮面ライダーショー」は行われ、大盛況となっていった。これらのショーは、番組中と同じく大野剣友会のメンバーが殺陣を演じた本格的なものであり、翌年には後楽園ゆうえんちが常設ステージを設け、この「テレビと同じアクション」を売りにしたアクションショーは全国に波及していった。
円谷プロやピープロといった制作会社もこの盛況ぶりに注目し、「アクション」という要素を加味されたアトラクションショーが各地の遊園地、デパート屋上などで催され、制作会社にとっても重要な収入源となっていった。両プロダクションはファンである子どもたちとの交流を目的に、遊園地や催事場でのお盆興行イベントとして、怪獣・怪人の着ぐるみ火葬などを交えた「慰霊祭」も実行し、これも盛況となった。
また、撮影用の怪獣造形自体も、撮影後すぐにアトラクション巡業に駆り出される状況となり、こうしたアトラクションに合わせた丈夫なものが要求され、ことに「ウルトラシリーズ」では色遣いやデザイン・造形面にも強い影響が見られるようになった。細部の作りよりも丈夫さを優先したアトラクション用の怪獣がテレビ本編に「逆輸入」されて登場する例も多々見られ、クオリティ面でちぐはぐな面が目立つこととなっている。

## ブームの終息と以後
1973年（昭和48年）には、過去作品の再放送も含めて「ゴールデンタイムのテレビにヒーローものが放映されない日はない」という加熱ブームとなった。しかし、同年末の第一次石油ショックによる制作費の高騰、特撮資材の不足、さらにこのブームを支えた大手スポンサー「万創」の倒産が決定打となり、番組制作の撤退が相次ぐこととなった。1974年（昭和49年）以降、製作費のかさむ巨大ヒーローものはなりを潜めていく。
オイルショックは、着ぐるみの材料費に影響を与えた。それまでは1体につき20-30万円の材料費が、オイルショックによって50万円に倍増。それによって現場では、着ぐるみを何度も流用するなどの苦境に立たされることとなる。そこで登場する怪獣の人形などの関連商品で採算を合わせようとするものの、当時はヒーローの人形の方に人気が集まり、怪獣の人形は不人気であった。そのため、マスコミからは「（1974年初頭の時点で）7本放送されている特撮作品が4月の改編期で半数が消滅し、75年には2本程度に減少するのではないか」と囁かれるようになる。
1975年（昭和50年）には、円谷プロが『ウルトラマンレオ』（TBS）でシリーズをいったん終了。マスコミはこの事象を「怪獣ブームの終焉」と位置づけた。同年、東宝も『メカゴジラの逆襲』をもってゴジラシリーズの新作の製作を終了したほか、変身ヒーローの元祖「仮面ライダーシリーズ」も『仮面ライダーストロンガー』（毎日放送）をもって終了した。
その後、『がんばれ!!ロボコン』（東映、NET）や『恐竜探険隊ボーンフリー』（円谷プロ、NET）といった、本流とは言いがたい作品群がしばらく台頭してくるが、その後にゴジラ、ウルトラマン、仮面ライダーの三大タイトルが休止している間も東映によって『秘密戦隊ゴレンジャー』『アクマイザー3』『超神ビビューン』などさまざまな作品の制作が続けられ、巨大ヒーロー番組の制作がほぼ途絶えた。以後、「等身大変身ヒーロー」に特化してのこのジャンルは、東映の独擅場ともいえる状況となっていった。
資料によっては、1970年代後半からのリバイバルブームを第3次怪獣ブームと位置づけている。このブームは、『スター・ウォーズ』の日本公開に端を発するSFブームの中で、長く途絶えていた新作怪獣映画を求めるものであったが、実際に公開された『ゴジラ』（1984年版）はファンの期待を満たすものではなかったため、ブームも終息していったとされる。

## ブームを支えた主な裏方たち

### アクションチーム
『仮面ライダー』ブームは、変身・怪獣番組に、より過激で高度なアクションを要求していった。様々な団体が、子供たちの声援を背に、危険なスタント・殺陣に取り組んだ。
大野剣友会
殺陣師大野幸太郎が創設。『仮面ライダー』で殺陣師高橋一俊が「変身ポーズ」を生み出す。「東映生田スタジオ」作品のほとんどを担当。後楽園ゆうえんちのアクションショーも担当、ブームの立役者。
三島剣技会
殺陣師三島一夫が創設。ブーム期に「東映大泉スタジオ」作品のほとんどを担当。
JAC（ジャパン・アクション・クラブ、通称ジャック）
千葉真一が創設。トランポリンアクションから始まり『ロボット刑事』で初めてアクションを単独担当、大野剣友会と並んでブームの一翼を担う。
JFA（ジャパン・ファイティング・アクターズ、通称ジェファー）
俳優渡辺高光が創設。映画をはじめ、ピープロ、国際放映作品などを担当。上西弘次とも提携。
若駒冒険グループ
林邦史朗が創設。おもに宣弘社、日本現代企画作品を担当。
ビンプロモーション
『ウルトラマン』でウルトラマンを演じた古谷敏が1968年に創設。円谷プロ、宣弘社、日本現代企画などの作品の「怪獣ショー」を主催したほか、『突撃! ヒューマン』のアクションも担当。

### 造形技術者
怪獣や怪人などのキャラクター制作、ヒーローマシンから美術全般まで、造形者たちがセンスを競い合い、ブームを支えた。過激なアクション志向によって耐久度の高い造形が求められ、苦労は多かったという。
高山良策
第一期ウルトラシリーズで数々の名作怪獣を作り出し、「怪獣作りの名人」と呼ばれた前衛画家。ピープロ、円谷プロ、日本現代企画作品を主に担当。
エキスプロダクション
大映の美術スタッフだった八木正夫が創設。「東映生田スタジオ」に常駐し、仮面ライダーシリーズを初め、同スタジオ作品のほとんどで美術・造形全般、特撮を担当。『サンダーマスク』やウルトラシリーズでも怪獣制作を行う。
開米プロダクション
東宝の美術スタッフだった開米栄三が創設。第二次ブームではウルトラシリーズやキカイダーシリーズを担当。アトラクションにも耐える丈夫な怪獣造形を行い、アトラクション用の怪獣も多数手掛けた。
アルファ企画
東宝の美術チーフを務めた井上泰幸が創設。ピープロ作品、東宝のゴジラシリーズなど、多岐にわたって美術全般を担当。
ヒルマモデルクラフト
『マグマ大使』や『マイティジャック』で特撮美術を務めた比留間伸志が創設。「ウルトラシリーズ」や「レッドバロン」、「マッハバロン」をはじめ、特撮作品に登場する各種超兵器、マシンやロボットを製作。
ゼン工芸
『マグマ大使』で造形に参加していた小野善次郎が創設。ピープロ作品などで活躍。現在は解散している。
ツエニー
村瀬継蔵が東宝からエキスプロを経て1972年に創設。『ウルトラマンA』の超獣や『超人バロム・1』のドルゲ魔人、『クレクレタコラ』などの作品を担当。

## 年次別主な代表作品
加熱する一方の「変身ブーム」は、番組内容に様々な新機軸を生みだした。

### 1971年

#### テレビ実写作品
宇宙猿人ゴリ
主人公ヒーローの「スペクトルマン」は、「巨大化変身サイボーグ」の元祖。変身ブームを受け、のちに題名を『宇宙猿人ゴリ対スペクトルマン』、さらに『スペクトルマン』と変更。
仮面ライダー
「変身ポーズ」を社会現象にまで押し上げたエポック作品。オートバイや変身ベルトなどのアイテムも人気となり商品化された。また、敵キャラクターに「怪獣」に代わる「怪人」の意匠を打ち出し、現在にも受け継がれる名称となった。
帰ってきたウルトラマン
「仮面ライダー」の影響からトランポリンアクションを導入。本作以後「宇宙人」に代わり「星人（せいじん）」の呼称が登場。
ミラーマン
「帰ってきたウルトラマン」と差別化したシャープで硬質なドラマが意図されたが、後半はブームに押され、「カラータイマー」や「ジャンボフェニックス」など、番組が「ウルトラマン」との差異があまり感じられなくなった。
シルバー仮面
変身ヒーローの草分け「月光仮面」を制作した宣弘社の制作。日本現代企画初のテレビドラマでもある。後半は巨大化設定に変更され、題名も『シルバー仮面ジャイアント』へと変更。
好き! すき!! 魔女先生
朝日放送が参戦。学園ファンタジー路線から、後半は変身アクション番組へ変貌。実現しなかったが、3クール目以降は悪の軍団が登場し、さらに本格的な変身アクション番組となる予定だった。実写では「変身ヒロインもの」の元祖。

#### 映画作品
ゴジラ対ヘドラ
「東宝チャンピオンまつり」の番組のひとつとして制作された。以後、「ゴジラが他怪獣の挑戦を受け、怪獣チャンピオンを競い合う」というコンセプトの下、ゴジラのヒーロー性が強調されていく。
ガメラ対深海怪獣ジグラ
大映ガメラシリーズ最後の作品。公開直後に大映は倒産する。

### 1972年

#### テレビ実写作品（1972年）
ウルトラマンA
「男女合体変身」や、『仮面ライダー』の敵「ショッカー」のようなシリーズ初のレギュラー敵キャラクター「ヤプール人」など、新機軸設定を導入するが、子供たちの支持を得られず途中消滅。また、「怪獣」にとって代わる「超獣」の意匠を打ち出した。
快傑ライオン丸
「時代劇変身ヒーロー」。特撮番組初の「アンチヒーロー」としてのライバル、「タイガージョー」が登場。大評判となった。「ゴースン魔人」の意匠を打ち出す。
変身忍者 嵐
「時代劇変身ヒーロー」。毎日放送が「時代劇版・仮面ライダー」として制作。終盤には変身フォーマットが変更され、「変身！」の掛け声入りとなった。
超人バロム・1
子役による「合体変身」が新機軸。よみうりテレビがヒーロー番組に参戦。「怪人」と差別化した「ドルゲ魔人（企画当初は妖人）」が登場。
サンダーマスク
等身大から巨大化への新機軸「二段変身」が売り物。「怪獣」と差別化した「魔獣」が登場。
人造人間キカイダー
「等身大変身ロボットヒーロー」。「怪人」と差別化した「怪獣ロボット」が登場。「8時だョ!全員集合」に対抗し、夜20時枠の放送。
愛の戦士レインボーマン
「月光仮面」を生み出した川内康範を原作者に招き、東宝が国際放映とともにTV「変身ヒーロー」に参戦。主人公ヒーローは七つの姿に変身する。
アイアンキング
円谷プロから分れた「日本現代企画」の「巨大化変身サイボーグヒーロー」。
トリプルファイター
5分枠の帯番組。3人の兄妹が変身、さらに合体変身する。
緊急指令10-4・10-10
変身ヒーローの登場しない怪獣アンソロジー。
突撃! ヒューマン!!
公開型の中継番組形式の異色作。『仮面ライダー』にぶつけて同時間枠に放送。
おはよう!こどもショー
番組中コーナー枠で、3年間にわたり、
- 『レッドマン』
- 『行け!ゴッドマン』
- 『行け! グリーンマン』
- 『行け! 牛若小太郎』

を数分間の特撮ヒーロー番組として放映。
レインボー・アタックエース
ブームに乗り、仙台のエンドーチェーンにより製作され、東北地方で放送されたヒーロー番組。現代においてはローカルヒーローの始祖とされる。

#### テレビアニメ作品（1972年）
正義を愛する者 月光仮面
「変身ヒーロー」の元祖、「月光仮面」をアニメリメイクしたもの。多数の変身怪人が登場し、月光仮面はオートバイを駆る「仮面ライダー」的なヒーローとなっている。
デビルマン
“変身”の概念を強調、妖怪と怪獣を組み合わせた「妖獣」の意匠を打ち出した。「人造人間キカイダー」とのNETテレビ「変身大会」の番組のひとつ。
かいけつタマゴン
毎回新怪獣が登場するギャグアニメ。「怪獣入りの卵」のプラモデルセットも発売された。
科学忍者隊ガッチャマン
忍者部隊月光を踏襲するかたちで複数の変身ヒーローと、巨大な「メカ怪獣」が登場する変身SFアクション。

#### 映画作品（1972年）
地球攻撃命令 ゴジラ対ガイガン
「東宝チャンピオンまつり」の春興行番組のひとつ。派手な色彩デザインの新怪獣ガイガンが、キングギドラを凌駕する大人気となり、キャラクター路線の走りとなった。劇中の主人公は怪獣ブームに翻弄される怪獣漫画家。
仮面ライダー対ショッカー
「東映まんがまつり」春興行番組として制作された新作中編映画。TV復帰を前に、「一号ライダー・本郷猛」が、初めて「変身」の掛け声とともに「変身ポーズ」を披露した。
仮面ライダー対じごく大使
「東映まんがまつり」夏興行番組として「へんしん大会」と銘打ち、主軸制作された新作中編映画。
魔犬ライナー0011変身せよ!
中編アニメ作品。「東映まんがまつり」夏の「へんしん大会」の番組のひとつ。変身サイボーグ犬たちの活躍を描く。
怪獣大奮戦 ダイゴロウ対ゴリアス
「東宝チャンピオンまつり」の冬興行番組のひとつ。「円谷プロ創立10周年記念作品」の特撮怪獣ファンタジー。

### 1973年

#### テレビ実写作品（1973年）
ファイヤーマン
商品化を強く意識した「変身グッズ」として「ファイヤースティック」が登場。
ジャンボーグA
主人公が搭乗操縦する「変身巨大ロボットヒーロー」。2号ロボ・ジャンボーグ9（ナイン）も登場。
仮面ライダーV3
前作『仮面ライダー』の100話達成記念により主人公や敵組織をリニューアルした作品。「仮面ライダー3号」。
ウルトラマンタロウ
「仮面ライダー」を意識したような、派手な「変身ポーズ」が見られる。
キカイダー01
『人造人間キカイダー』の続編。キカイダーの兄であるキカイダー01が主人公。
ロボット刑事
「刑事ドラマ」と「変身しない等身大ロボットヒーロー」が融合。
風雲ライオン丸
「時代劇」に「西部劇」テイストを加味した異色の変身ヒーロー。
鉄人タイガーセブン
「妖怪ブーム」を意識し、オカルトアクションを展開。「怪人」と差別化した「原人」が登場。
イナズマン
当時の「超能力ブーム」を設定に導入。ヒーローマシン「雷神号」がポピー社の大ヒット商品となる。
魔人ハンター ミツルギ
人形アニメを主体とした異色作。
スーパーロボット レッドバロン
主人公が搭乗操縦する「マジンガーZ」型の巨大ロボット。
流星人間ゾーン
東宝の「ゴジラシリーズ」の怪獣がゲスト出演し話題となる。「怪獣」と差別化した「恐獣」が登場。
ダイヤモンド・アイ
主人公が変身するのではなく、指輪から召喚されるヒーロー。素顔の主人公とヒーローが共闘する異色作。
白獅子仮面
大和企画、京都映画や宝塚映画など、関西の制作会社が番組参戦した「時代劇変身ヒーロー」。

#### テレビアニメ作品（1973年）
キューティーハニー
「変身」を強調したヒロインアクション。「キカイダー01」とのNETテレビ「変身大会」の番組のひとつ。

#### 映画作品（1973年）
ゴジラ対メガロ
「東宝チャンピオンまつり」の春興行番組のひとつ。巨大化するロボットヒーロー「ジェットジャガー」が登場。ゴジラは完全に正義のヒーローとなる。
飛び出す人造人間キカイダー
「東映まんがまつり」の春興行番組として「立体映画」形式で制作された新作中編映画。赤青のセロハンを貼った専用の紙製立体メガネが劇場で配られた。
仮面ライダーV3対デストロン怪人
「東映まんがまつり」の夏興行番組として制作された新作中編映画。

### 1974年

#### テレビ実写作品（1974年）
仮面ライダーX
ロボットヒーロー的メカニカルアクションを導入。前半はライバル悪役「アポロガイスト」、後半は「巨大ロボット」の「キングダーク」が登場。小道具を使う当初の「セタップ変身」が、「子供が真似しにくい」として後半は従来のスタイルの「大変身」に変更された。
ウルトラマンレオ
当時大ヒットしていたブルース・リー映画の空手・カンフーアクション、また「仮面ライダー」的トランポリンアクションを導入。「スポ根」の影響も色濃い。
電人ザボーガー
主人公が遠隔操縦する「等身大ロボットヒーロー」。当時大ヒットしていたブルース・リー映画の空手・カンフーアクションを導入。
イナズマンF
『イナズマン』の強化作品。
仮面ライダーアマゾン
「怪人」のマンネリ化を嫌い、より「怪獣」的なシルエットを持つ「獣人」が登場。
スーパーロボット マッハバロン
「日本テレビ開局20周年記念作品」。アオシマから発売されたマッハバロンのプラモデルは、翌年にかけ業界最大のヒットセールスを記録。
電撃!! ストラダ5
日活が変身ヒーロー番組に参戦。

#### 映画作品（1974年）
ゴジラ対メカゴジラ
「東宝チャンピオンまつり」の春興行番組のひとつ。「巨大ロボット怪獣」の「メカゴジラ」が登場、ゴジラを喰う人気を得たメカゴジラの玩具商品は大ヒットとなった。
飛び出す立体映画 イナズマン
「東映まんがまつり」の春興行番組として「立体映画」形式で制作された新作中編映画。赤青のセロハンを貼った専用の紙製立体メガネが劇場で配られた。
五人ライダー対キングダーク
「東映まんがまつり」の夏興行番組として制作された新作中編映画。